# Аруэйрас
Аруэйрас (порт. Aroeiras) — муниципалитет в Бразилии, входит в штат Параиба. Составная часть мезорегиона Сельскохозяйственный район штата Параиба. Входит в экономико-статистический микрорегион Умбузейру. Население составляет 19 118 человек на 2006 год. Занимает площадь 374,674 км². Плотность населения — 51,0 чел./км².

## Статистика
- Валовой внутренний продукт на 2003 год составляет 31 534 801,00 реалов (данные: Бразильский институт географии и статистики).
- Валовой внутренний продукт на душу населения на 2003 год составляет 1633,76 реалов (данные: Бразильский институт географии и статистики).
- Индекс развития человеческого потенциала на 2000 год составляет 0,559 (данные: Программа развития ООН).